# مدرسة باك شاما
مدرسة باك شاما هي واحدة من أقدم المدارس المغتربة في قطر.